# Embajada alemana en Montevideo

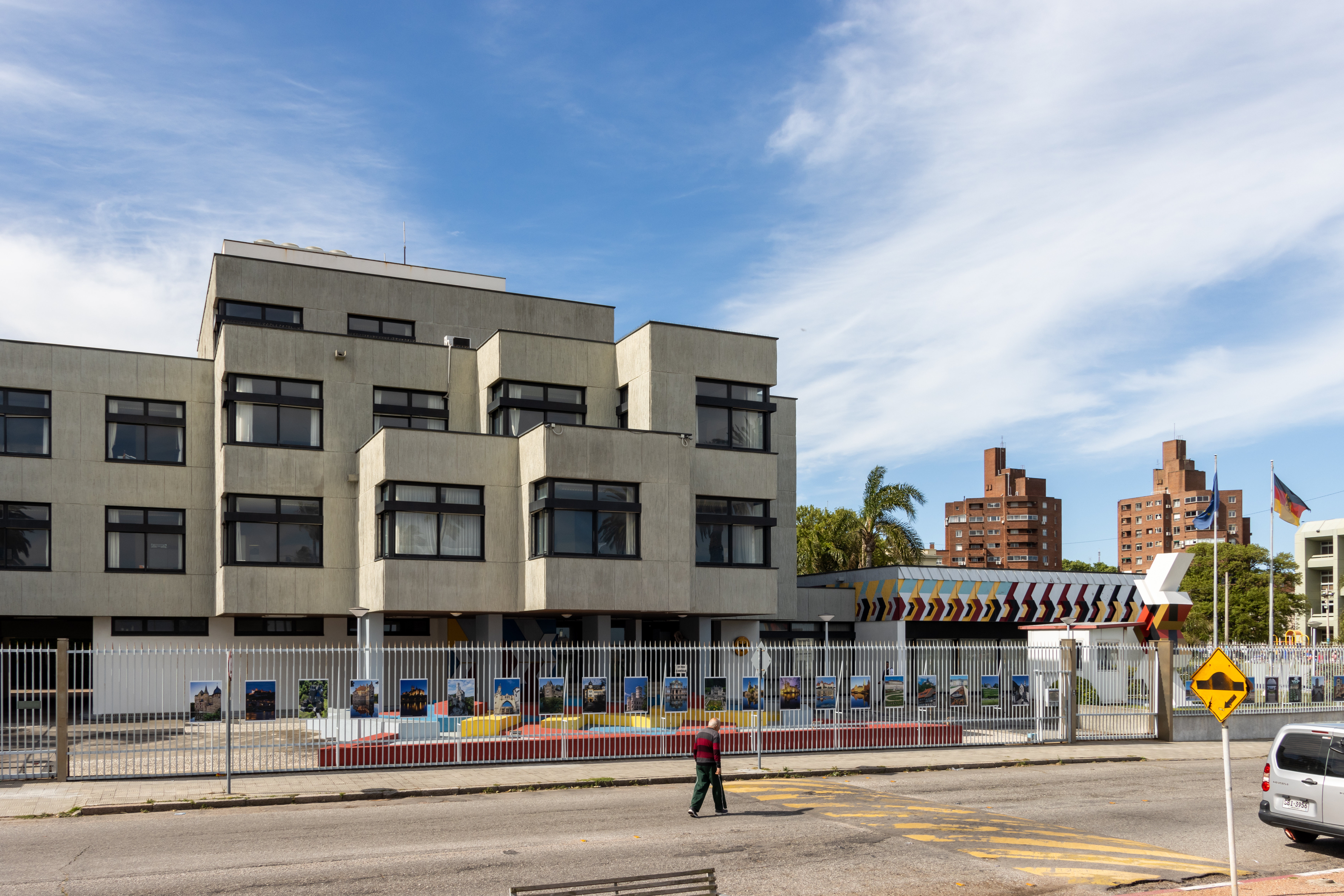
Embajada Alemana en 2023

La Embajada Alemana en Montevideo (en alemán: Deutsche Botschaft Montevideo) constituye la representación diplomática de la República Federal de Alemania en el Uruguay. 

## Sede
El moderno edificio se levanta en el barrio de Palermo, cerca del Barrio Sur. Sobre la calle  La Cumparsita 1435; con  vista sobre la Rambla Sur y el Río de la Plata.
En las cercanías se levantan la sede de la ALADI y el edificio de la UPAEP.

## Embajador
El actual embajador de Alemania en Uruguay es Eugen Wollfarth. 

## Lista de embajadores
| Embajadores                          | Periodo                    |
| Bandera del Imperio alemán           | Bandera del Imperio alemán |
| ------------------------------------ | -------------------------- |
| Otto Langmann (* 1898; † 1956)       | 1937–1942                  |
| Alemania                             |                            |
| Georg Rosen (* 1895; † 1961)         | 1956–1960                  |
| Otto Eberl (* 1901; † 1980)          | 1960–1964                  |
| Eckard Briest (* 1909; † 1992)       | 1964–1970                  |
| Kurt Luedde-Neurath (* 1911; † 1984) | 1970–1973                  |
| Horst Gellbach                       | 1973–1979                  |
| Johannes Marré (* 1921)              | 1979-1986                  |
| Horst Heubaum                        | 1998-2001                  |
| Jürgen Krieghoff (* 1943)            | 2001–2004                  |
| Volker Anding (* 1942)               | 2004–2007                  |
| Bernhard Graf von Waldersee (* 1952) | 2007–2009                  |
| Karl-Otto König (* 1955)             | 2009 - 2018                |
| Eugen Wollfarth                      | Desde 2018                 |